# 파세올루스 불가리스
파세올루스 불가리스(학명: Phaseolus vulgaris)는 콩과의 한해살이풀이다. 종명으로는 강낭콩 또는 덩굴강낭콩 등이 있다. 아메리카 원산으로 전세계에서 재배하며 여러 품종이 있다.

## 분포
아메리카에 분포한다. 북아메리카(멕시코), 중앙아메리카(과테말라, 니카라과, 엘살바도르, 온두라스, 코스타리카), 남아메리카(베네수엘라, 볼리비아, 아르헨티나, 에콰도르, 콜롬비아, 페루)가 원산지이다.

## 특징
덩굴진 것은 덩굴강낭콩이라 부르며, 이것이 기본종이나 덩굴을 뻗지 않는 강낭콩도 있다.
높이는 20-250cm 정도이다. 전체에 털이 있고, 줄기는 덩굴성과 곧게 서는 왜성(矮性)의 구별이 있다. 잎은 삼출복엽이고, 7-8월에 자주색·백색·홍색 등의 꽃이 핀다. 열매는 원통형이거나 좀 납작한 원통형의 꼬투리이다.
꽃이 진 다음에 맺히는 꼬투리는 약간 구부러져 있으며, 길이가 4.5-18cm이고 안에 타원형 씨(콩)가 1-9알이 들어 있다. 씨는 품종에 따라 붉은색(강낭콩,붉은팥), 검은색(검은콩), 흰색 바탕에 붉은색 무늬(호랑이콩)가 있는 것 등 색깔이 다양하다.

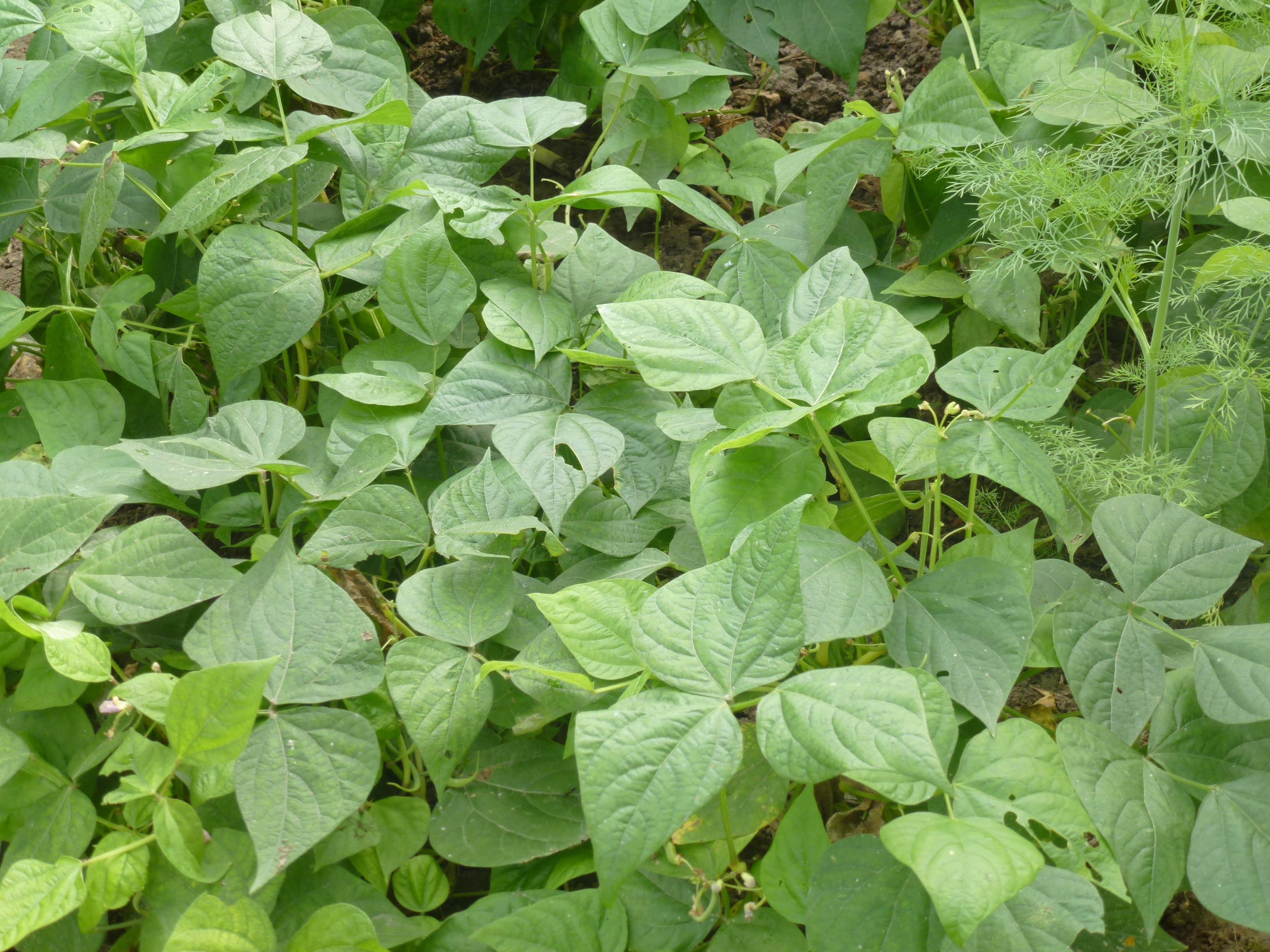
강낭콩 (비덩굴성)
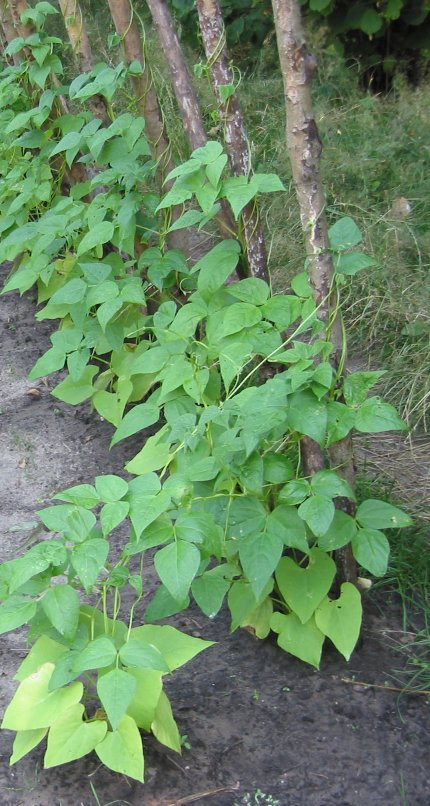
덩굴강낭콩
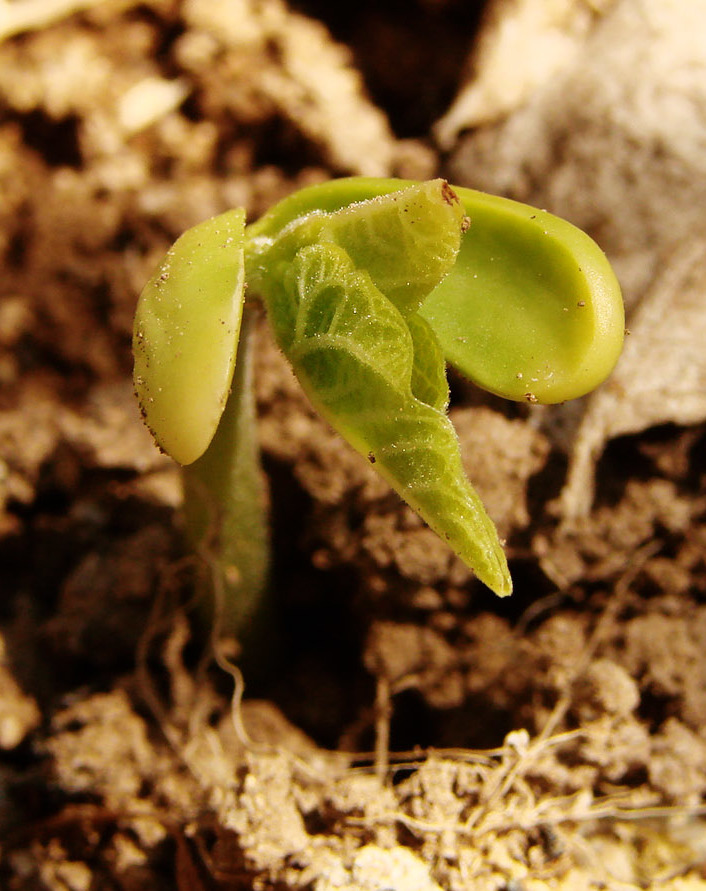
새싹
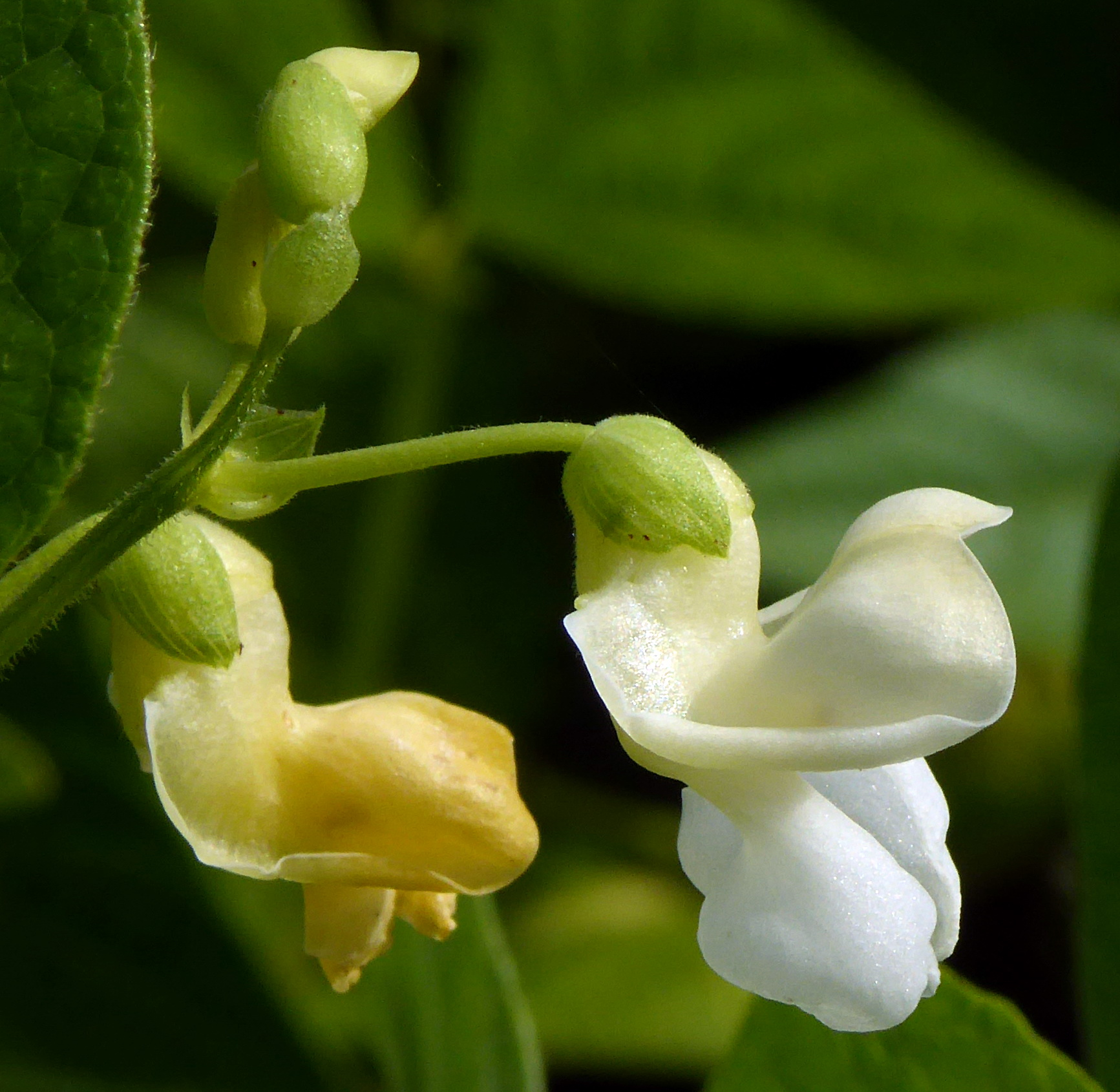
꽃
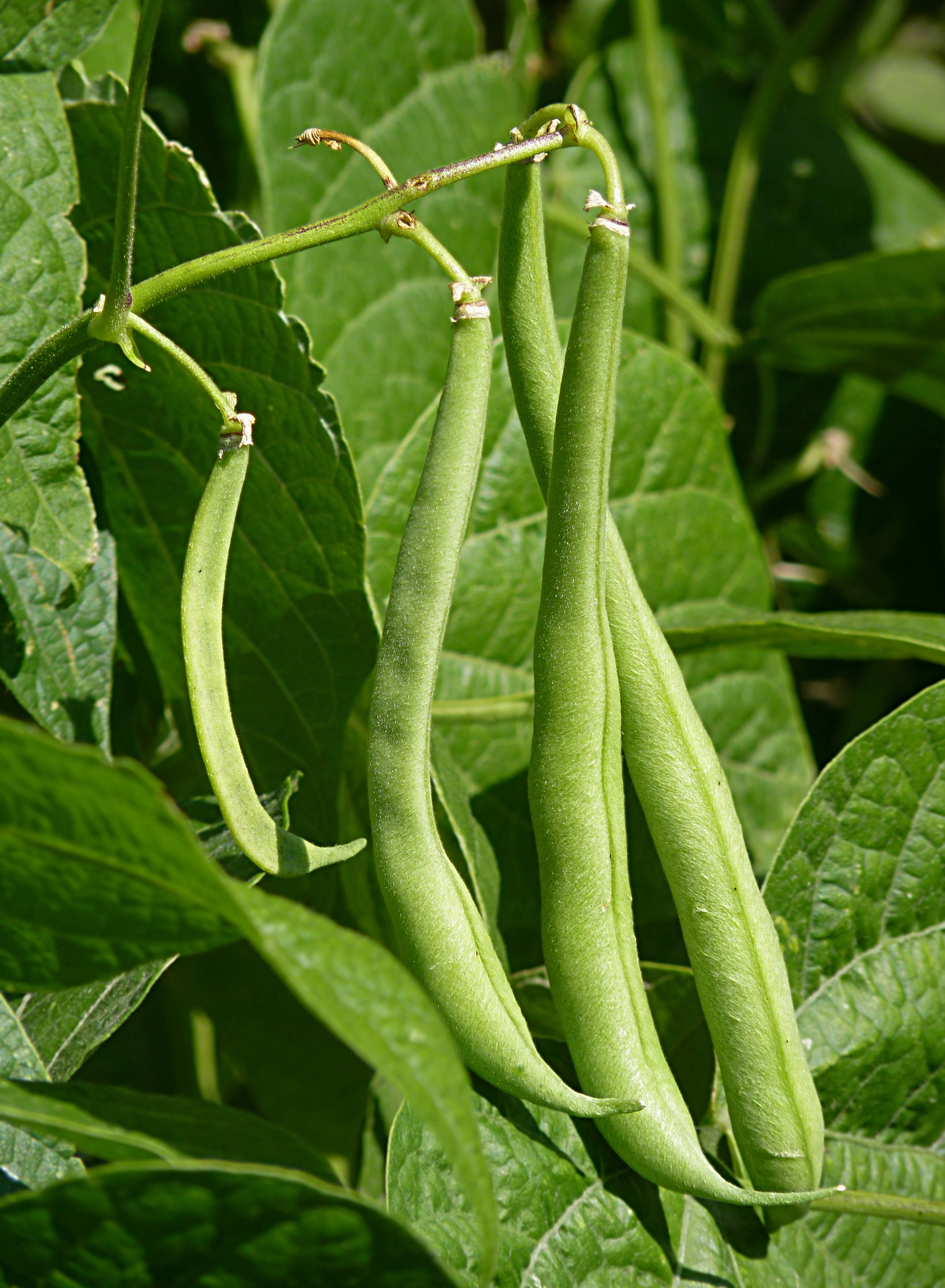
풋열매

## 재배 시기 및 초등 재배
보통 밭에서 재배하며 초등 4학년 때 학습용으로 키우기도 한다. 씨는 반찬으로 이용하거나 밥에 섞어 먹는다.뿌리에 공생하는 뿌리혹박테리아가 공기 중의 질소를 고정해 무기질소화합물을 만들기 때문에 척박한 땅에서도 잘 자란다. 온도에 대한 적응성은 품종에 따라 다르나 대체로 온난한 기후를 좋아하며 추위에 약하다. 기온이 10°C 이상, 토양 온도 9°C 이상이 아니면 정상적인 생육을 하지 못한다. 개화기에 온도가 높으면 꽃이 떨어지고, 고온·건조시에는 콩알이 굵어지지 않는다.

## 종내 분류군
- P. vulgaris var. aborigineus (Burkart) Baudet

## 재배종

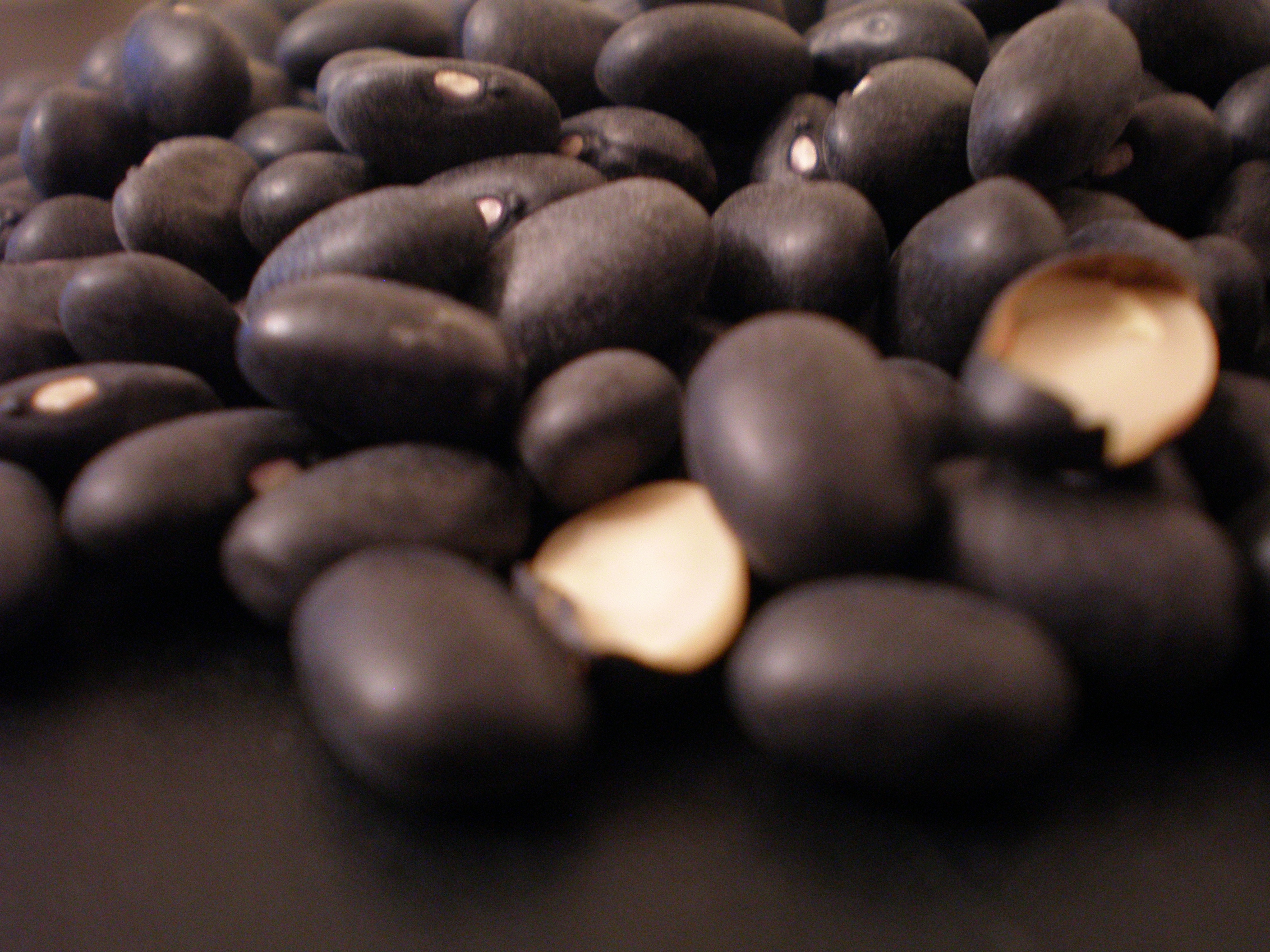
검은콩
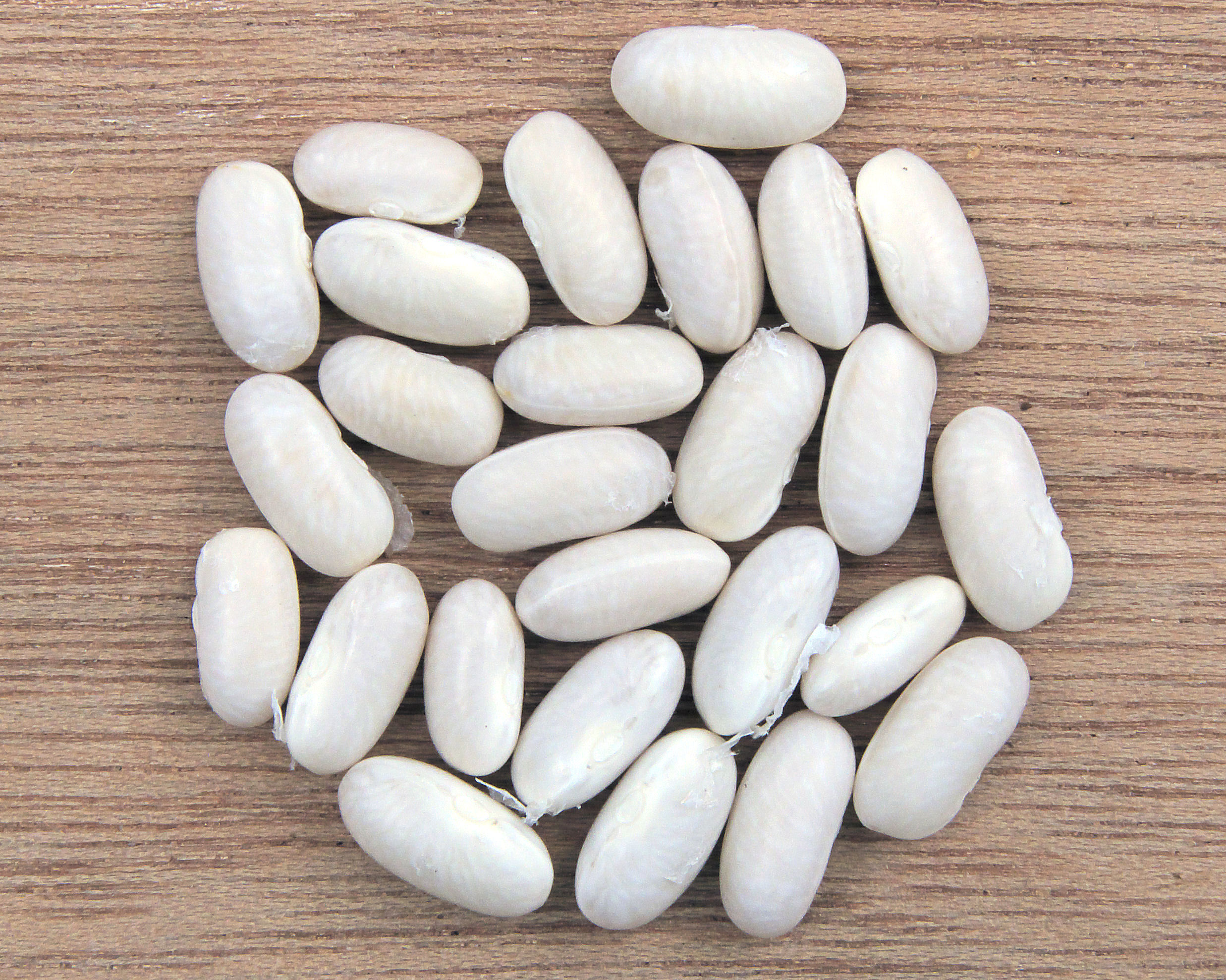
네이비콩
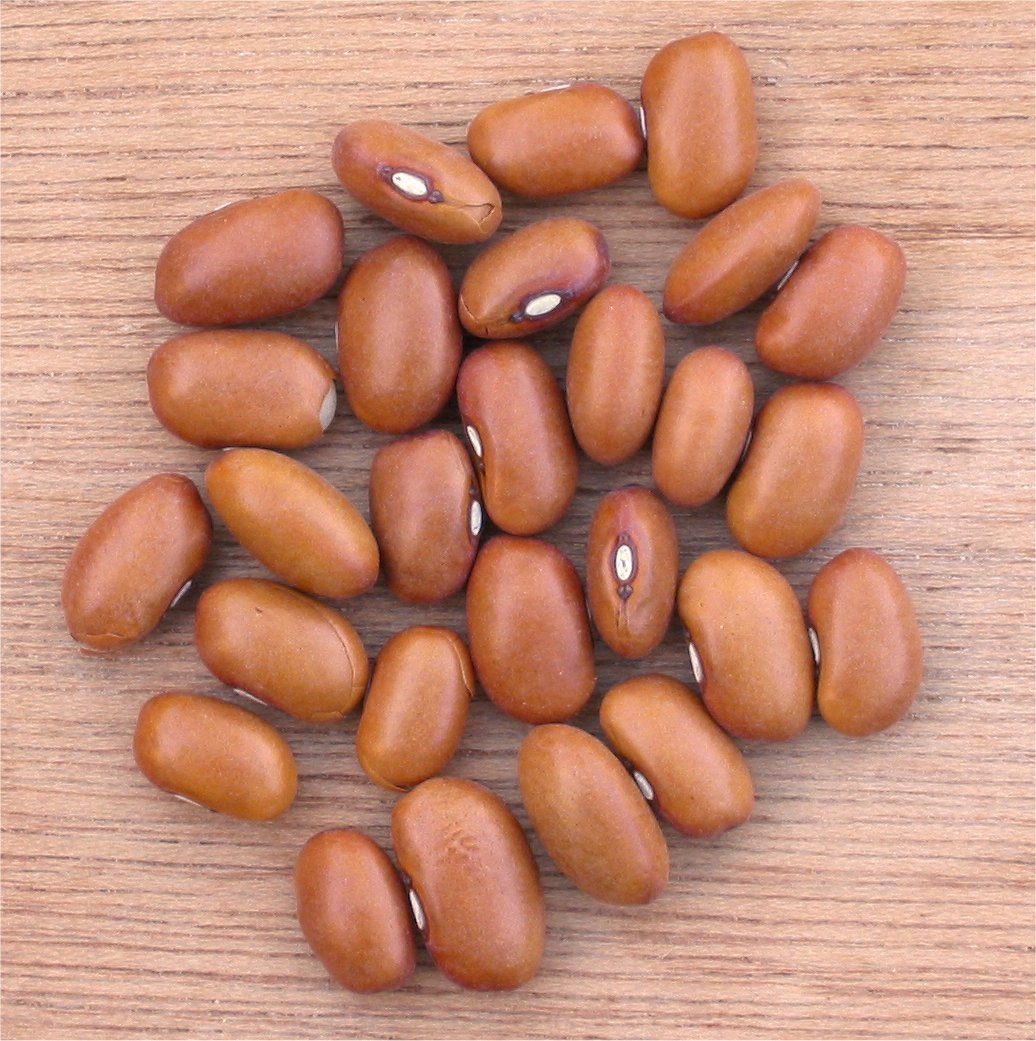
브루나콩
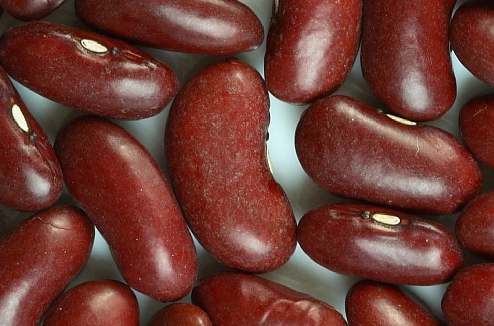
신장콩
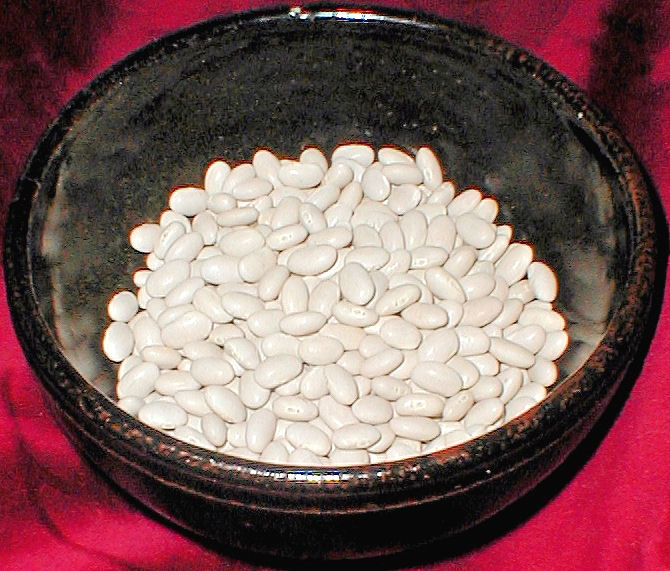
칸넬리노콩
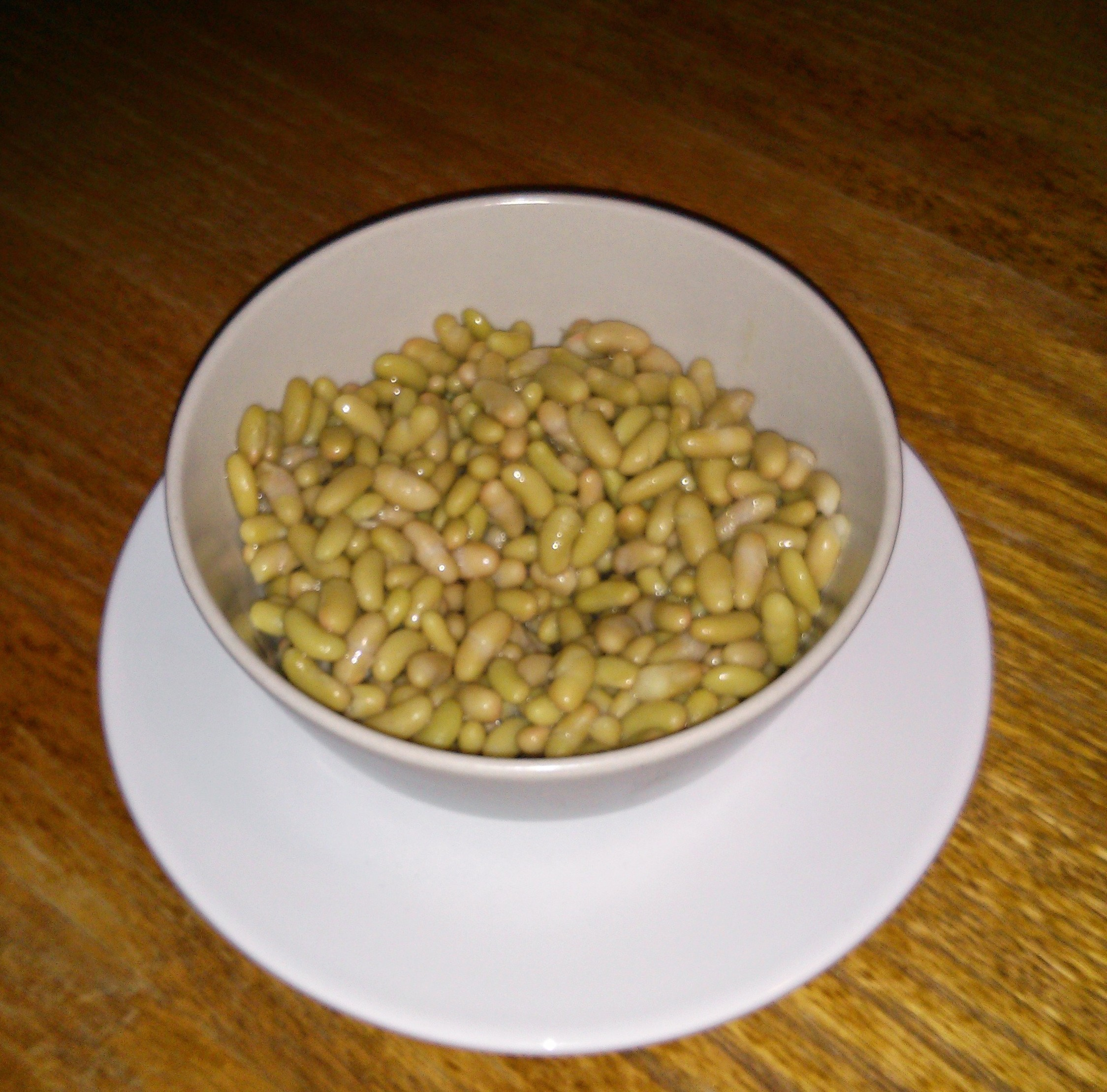
플라졸레콩 (불린 것)
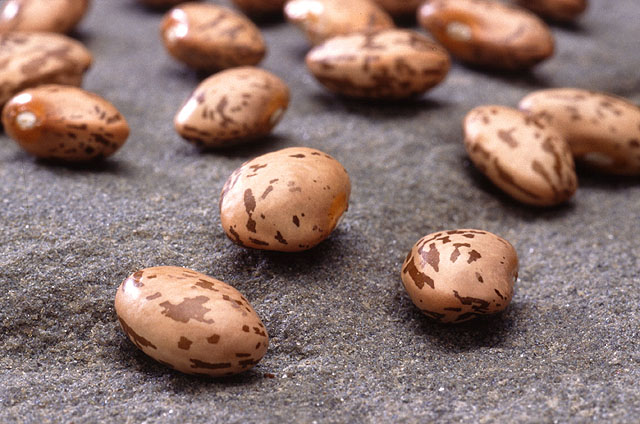
갈색줄무늬콩
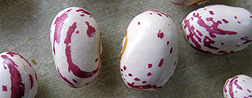
호랑이콩, 호랑이강낭콩, 얼룩강낭콩

## 같이 보기
- 풋강낭콩
- 신대륙 작물
- 콩